# Orgyia nantonis
Orgyia nantonis är en fjärilsart som beskrevs av Matsumura 1933. Orgyia nantonis ingår i släktet fjädertofsspinnare, och familjen tofsspinnare. Inga underarter finns listade i Catalogue of Life.